# Uhelná (Hrádek nad Nisou)

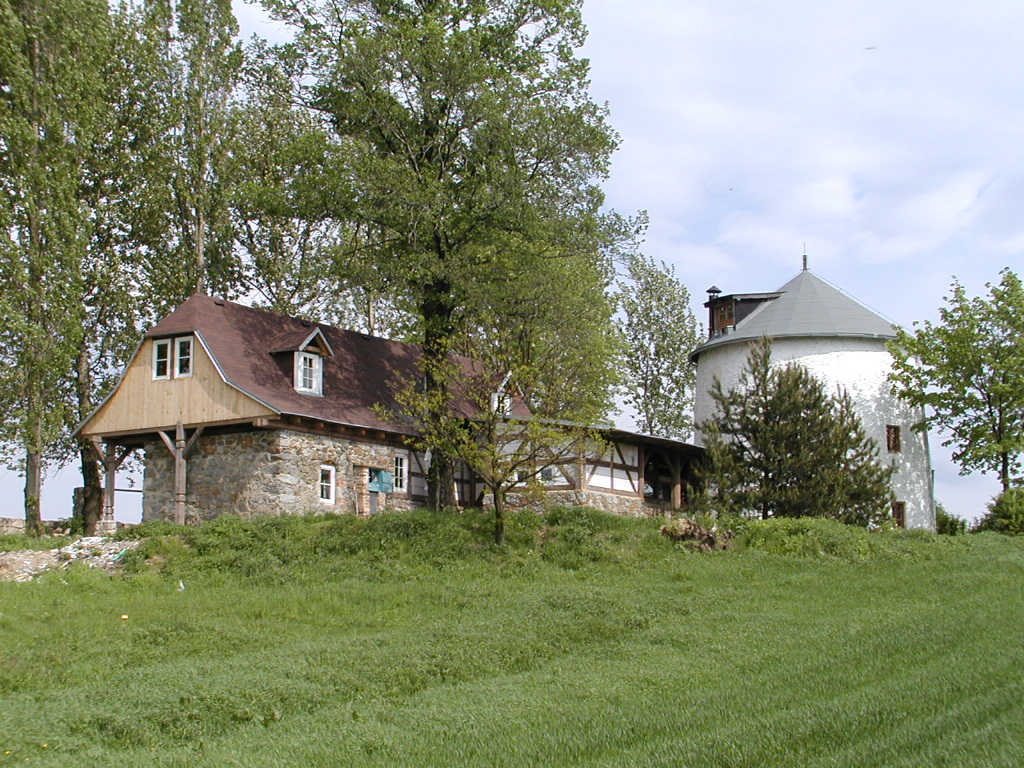
Zabytkowy młyn i zabudowania Uhelnej

Uhelná - historyczna wieś, obecnie część miasta Hrádek nad Nisou, położona w bezpośrednim sąsiedztwie granicy czesko-polskiej.

## Historia
Wieś została założona na początku XVIII w. Była to osada górnicza, w której w 1710 r. wzniesiono pierwszych sześć domów oraz karczmę, zaś w 1711 r. liczba domów wzrosła do 11. W 1788 r. we wsi otwarto urząd celny, związany z nieodległym przejściem granicznym na drodze do Oppelsdorf (Opolna-Zdrój). W połowie XIX w. urząd celny przestał funkcjonować. Podczas wojny prusko-austriackiej 1866 r. we wsi kwaterowali żołnierze pruscy, a kolejni obozowali na łąkach przylegających do miejscowości. W 1867 r. w Uhelnej powstała kaplica Matki Bożej Wspomożycielki. W tym czasie wieś liczyła ok. 190 mieszkańców, którzy utrzymywali się z pracy na roli lub z tkactwa.
W 1930 r. we wsi mieszkało 169 osób. Po II wojnie światowej wysiedlono mieszkańców narodowości niemieckiej. W 1950 r. we wsi pozostało 83 mieszkańców, a liczba ta malała nadal w kolejnych dziesięcioleciach. W 1980 r. Uhelná oraz sąsiadujące Václavice zostały włączone do Hrádka nad Nisou. W związku ze spadkiem liczby mieszkańców wyburzane były porzucone domy we wsi. W ruinę popadła również kaplica, którą odremontowano w latach 2017-2018. Przetrwał natomiast budynek dawnej karczmy, wykorzystywany w XX w. przez straż graniczną.
W XXI w., w trakcie polsko-czeskiego konfliktu wokół kopalni węgla brunatnego "Turów", mieszkańcy Uhelnej wystosowali do czeskich władz list otwarty, w którym domagali się bardziej zdecydowanych kroków niż uzyskanie od Polski rekompensat pieniężnych. Według strony czeskiej Uhelna jest jedną z miejscowości, w których wskutek działania kopalni obniża się poziom wód gruntowych, aż do poziomu, który oznacza pozbawienie mieszkańców dostępu do wody. Według Polskiej Grupy Energetycznej, do której należy kopalnia, obniżenie poziomu wód było efektem suszy hydrologicznej.